# The Mammoth Book of Best New Horror: Volume Twenty
The Mammoth Book of Best New Horror: Volume Twenty är den tjugonde volymen i antologiserien med samma namn. Den publicerades 2009 på det brittiska bokförlaget Robinson och i USA på Running Press.
Samlingen som helhet vann British Fantasy Award 2010.

## Innehåll
- "Introduction: Horror in 2008" av Stephen Jones
- "Front-Page McGuffin and the Greatest Story Never Told" av Peter Crowther
- "It Runs Beneath the Surface" av Simon Strantzas
- "These Things We Have Always Known" av Lynda E. Rucker
- "Feminine Endings" av Neil Gaiman
- "Through the Cracks" av Gary McMahon
- "Falling Off the World" av Tim Lebbon
- "The Old Traditions Are Best" av Paul Finch
- "The Long Way" av Ramsey Campbell
- "The Pile" av Michael Bishop (Shirley Jackson Award 2009)[2]
- "Under Fog" av Tanith Lee
- "Arkangel" av Christopher Fowler
- "The Camping Wainwrights" av Ian R. MacLeod
- "A Donkey at the Mysteries" av Reggie Oliver
- "The Oram County Whoosit" av Steve Duffy
- "The New York Times at Special Bargain Rates" av Stephen King
- "Our Man in the Sudan" av Sarah Pinborough
- ""Destination Nihil" by Edmund Bertrand" av Mark Samuels
- "The Overseer" av Albert E. Cowdrey
- "The Beginnings of Sorrow" av Pinckney Benedict
- "The Place of Waiting" av Brian Lumley
- "2:00 pm: The Real Estate Agent Arrives" av Steve Rasnic Tem
- "Necrology: 2008" av Stephen Jones och Kim Newman